# Фужерол ди Плеси
Фужерол ди Плеси (фр. Fougerolles-du-Plessis) насеље је и општина у западној Француској у региону Лоара, у департману Мајен која припада префектури Мајен.
По подацима из 2011. године у општини је живело 1329 становника, а густина насељености је износила 39,92 становника/km². Општина се простире на површини од 33 km². Налази се на средњој надморској висини од 180 метара (максималној 232 m, а минималној 128 m).

## Демографија
| 1962. | 1968. | 1975. | 1982. | 1990. | 1999. | 2011. |
| ----- | ----- | ----- | ----- | ----- | ----- | ----- |
| 1.673 | 1.701 | 1.645 | 1.773 | 1.745 | 1.566 | 1.329 |

График промене броја становника у току последњих година